# Josef Schreiner (Theologe)
Josef Schreiner (* 14. April 1922 in Windheim; † 2. Mai 2002 in Würzburg) war ein deutscher römisch-katholischer Theologe für Alttestamentliche Exegese. Er war Rektor der Universität Würzburg von 1973 bis 1975.

## Leben
Josef Schreiner studierte Philosophie und Theologie in Würzburg. 1953 wurde er bei Joseph Ziegler mit der Arbeit Die Septuaginta-Massora des Buches der Richter. Eine textkritische Studie zum Dr. theol. promoviert. Von 1952 bis 1955 war er Assistent an der Theologischen Fakultät Würzburg. 1955 ging er an das Päpstliche Bibelinstitut in Rom, wo er 1956 mit der Arbeit Das Deboralied in der Septuaginta den Grad des Lizenziaten der Bibelwissenschaft erlangte und anschließend seine Habilitationsschrift Sion-Jerusalem, Jahwes Königssitz. Theologie der Heiligen Stadt im Alten Testament verfasste. Mit dieser Arbeit wurde er 1960 an der Theologischen Fakultät Würzburg habilitiert. 1962 wurde er zum Universitätsdozenten ernannt.
Am 22. April 1964 wurde er als ordentlicher Professor an die Katholisch-Theologische Fakultät der Westfälischen Wilhelms-Universität Münster berufen und zum Direktor des Seminars für biblische Zeitgeschichte bestellt. Am 1. April 1970 übernahm er als Nachfolger seines Lehrers Joseph Ziegler den Lehrstuhl für Altes Testament und biblisch-orientalische Sprachen an der Julius-Maximilians-Universität Würzburg, wo er im Juli 1990 emeritiert wurde.
Josef Schreiner engagierte sich auch in der akademischen Selbstverwaltung, in wissenschaftlichen Gremien und kirchlichen Kommissionen. Er war u. a. Konrektor (1971–1973), Rektor (1973–1975) und Prorektor (1975–1976) der Universität Würzburg. Er war mehrere Jahre Vorsitzender der Arbeitsgemeinschaft der deutschsprachigen katholischen Alttestamentler. 1984 wurde er zum Mitglied der Päpstlichen Bibelkommission berufen.
1984 wurde er von Kardinal-Großmeister Maximilien de Fürstenberg zum Ritter des Päpstlichen Ritterordens vom Heiligen Grab zu Jerusalem ernannt und am 1. Dezember 1984 durch Franz Kardinal Hengsbach, Großprior der deutschen Statthalterei, investiert.

## Ehrungen und Auszeichnungen
- 1983: Bundesverdienstkreuz am Bande des Verdienstordens der Bundesrepublik Deutschland
- 1984: Ritter vom Heiligen Grab

## Bibliografie (Auswahl)
- Septuaginta – Massora des Buches der Richter. Eine textkritische Studie (AnBibl 7). Rom 1957.
- Sion-Jerusalem, Jahwes Königssitz. Theologie der Heiligen Stadt im Alten Testament (StANT: Studien zum Alten und Neuen Testament 7), München 1963.
- Die Zehn Gebote im Leben des Gottesvolkes. Dekalogforschung und Verkündigung (BiH: Biblische Handbibliothek 3), München 1966. 2. überarb. Aufl., München 1988, auch ins Japanische übersetzt
- Von Gottes Wort gefordert. Aus der Verkündigung des Propheten Jeremias (WB: Die Welt der Bibel 20), Düsseldorf 1967.
- Aspekte heutiger Exegese. Die Bibel: Gottes – oder Menschenwort? Würzburg 1968.
- Gestalt und Anspruch des Neuen Testaments. (gemeinschaftlich mit Gerhard Dautzenberg) Würzburg 1969.
- Alttestamentlich-jüdische Apokalyptik. Eine Einführung (BiH: Biblische Handbibliothek 5). München 1969.
- Jeremia 1-25,14 (NEB: Die Neue Echter Bibel. Altes Testament). Würzburg 1981.
- Das 4. Buch Esra (JSHRZ: Jüdisches Schrifttum aus hellenistisch-römischer Zeit V/4), Gütersloh 1981
- Wer zeigt uns den Weg? Antworten der Bibel auf menschliche Fragen. Würzburg 1981.
- In der Auferstehung leben. Freiburg 1983.
- Mit Gott versöhnt. Würzburg 1984.
- Jeremia 25,15-52,34 (NEB: Die Neue Echter Bibel. Altes Testament). Würzburg 1984.
- Ein Stern geht auf aus Bethlehem. Würzburg 1984.
- Kehrt um, damit ihr lebt. Würzburg 1985.
- Heilige – Zeugen für unser Leben. Würzburg 1985.
- Baruch (NEB: Die Neue Echter Bibel. Altes Testament). Würzburg 1986.
- Erich Zenger (Hrsg.): Segen für die Völker. Gesammelte Schriften zu Entstehung und Theologie des Alten Testaments. Würzburg 1987.
- Grundlinien christlicher Existenz. Limburg 1992.
- Erich Zenger (Hrsg.): Leben nach der Weisung Gottes. Gesammelte Schriften zur Theologie des Alten Testaments II. Würzburg 1992.
- Theologie des Alten Testaments (NEB: Die Neue Echter Bibel. Ergänzungsband 1 zum Alten Testament). Würzburg 1995
- Erich Zenger (Hrsg.): Der eine Gott Israels. Gesammelte Schriften zum Theologie des Alten Testaments III. Würzburg 1997.
- Das Alte Testament verstehen (NEB: Die Neue Echter Bibel. Ergänzungsband 4). Würzburg 1999
- Der Nächste – der Fremde – der Feind. Perspektiven des Alten und Neuen Testaments, zusammen mit Rainer Kampling (NEB: Die Neue Echter Bibel. Themen 3), Würzburg 2000
- Jesus Sirach 1-24 (NEB: Die Neue Echter Bibel. Altes Testament), Würzburg 2002.